# Karl Kruuda
Karl Kruuda (ur. 31 grudnia 1992 roku) – estoński kierowca rajdowy. Od 2010 roku jeździ w mistrzostwach świata.

## Życiorys
Swoją karierę sportową Kruuda rozpoczął 2009 roku, gdy zaczął startować w mistrzostwach Estonii. W 2010 roku rozpoczął starty w mistrzostwach świata, w serii Junior WRC. Swój debiut w mistrzostwach zaliczył w kwietniu. Pilotowany przez Martina Järveoję i jadący Suzuki Swiftem S1600 zajął wówczas 31. miejsce w Rajdzie Turcji (6. w Junior WRC). W sezonie 2010 dwukrotnie stawał na podium w klasyfikacji Junior WRC. Był drugi w Rajdzie Portugalii i trzeci w Rajdzie Niemiec.
W sezonie 2011 Kruuda wystartował w serii SWRC samochodem Ford Fiesta S2000. Zajął 6. miejsce w klasyfikacji SWRC i raz stanął na podium - był drugi w Rajdzie Jordanii. W 2011 roku Estończyk brał również udział w serii Intercontinental Rally Challenge. Zajął 10. miejsce w klasyfikacji generalnej.

## Występy w rajdach WRC
| Sezon | Zespół                     | Samochód                            | 1       | 2       | 3      | 4          | 5         | 6         | 7             | 8  | 9      | 10        | 11      | 12        | 13 | 14 | 15 | 16 | Punkty | Miejsce |
| ----- | -------------------------- | ----------------------------------- | ------- | ------- | ------ | ---------- | --------- | --------- | ------------- | -- | ------ | --------- | ------- | --------- | -- | -- | -- | -- | ------ | ------- |
| 2010  | World Rally Team Estonia   | Suzuki Swift S1600                  | Szwecja | 22      | 31     | Turcja     | 27        | 18        | Bułgaria      | 30 | Niemcy | Japonia   | Francja | Hiszpania | NU |    |    |    | 0      | -       |
| 2011  | ME3 Rally Team Karl Kruuda | Škoda Fabia S2000 Ford Fiesta S2000 | Szwecja | 15      | 13     | 11         | 21        | Argentyna | 23            | NU | 22     | Australia | Francja | 29        | 28 |    |    |    | 0      | -       |
| 2012  | Karl Kruuda                | Škoda Fabia S2000 Ford Fiesta S2000 | Monako  | Szwecja | Meksyk | Portugalia | Argentyna | Grecja    | Nowa Zelandia | 12 | NU     | 21        | Francja | NU        | 23 |    |    |    | 0      | -       |

## Występy w JWRC
| Sezon | Zespół                   | Samochód           | 1     | 2     | 3     | 4     | 5   | 6   | 7 | 8 | 9 | Punkty | Miejsce |
| ----- | ------------------------ | ------------------ | ----- | ----- | ----- | ----- | --- | --- | - | - | - | ------ | ------- |
| 2010  | World Rally Team Estonia | Suzuki Swift S1600 | TUR 6 | POR 2 | BUL 5 | DEU 3 | FRA | ESP |   |   |   | 51     | 4.      |

## Występy w SWRC
| Sezon | Zespół         | Samochód          | 1     | 2     | 3     | 4     | 5     | 6     | 7   | 8     | 9 | 10 | Punkty | Miejsce |
| ----- | -------------- | ----------------- | ----- | ----- | ----- | ----- | ----- | ----- | --- | ----- | - | -- | ------ | ------- |
| 2011  | ME3 Rally Team | Škoda Fabia S2000 | MEX 4 | JOR 2 | ITA 6 | GRE 8 | FIN 7 | DEU 5 | FRA | ESP 7 |   |    | 64     | 6.      |

## Występy w IRC
| Sezon | Zespół         | Samochód          | 1   | 2   | 3   | 4     | 5     | 6   | 7      | 8      | 9      | 10     | 11    | 12 | 13 | Punkty | Miejsce |
| ----- | -------------- | ----------------- | --- | --- | --- | ----- | ----- | --- | ------ | ------ | ------ | ------ | ----- | -- | -- | ------ | ------- |
| 2011  | ME3 Rally Team | Škoda Fabia S2000 | MON | KAN | KOR | JAŁ 8 | YPR 5 | AZO | BAR 10 | MEC 11 | SAN NU | SZK 13 | CYP 4 |    |    | 39     | 10.     |